# جاكوب أو. ماير
جاكوب أو. ماير (بالإنجليزية: Jacob O. Meyer)‏ هو مترجم أمريكي، ولد في 11 نوفمبر 1934 في Bethel, Berks County, Pennsylvania ‏ في الولايات المتحدة، وتوفي في 9 أبريل 2010.